# St. Magdalena (Ottobrunn)

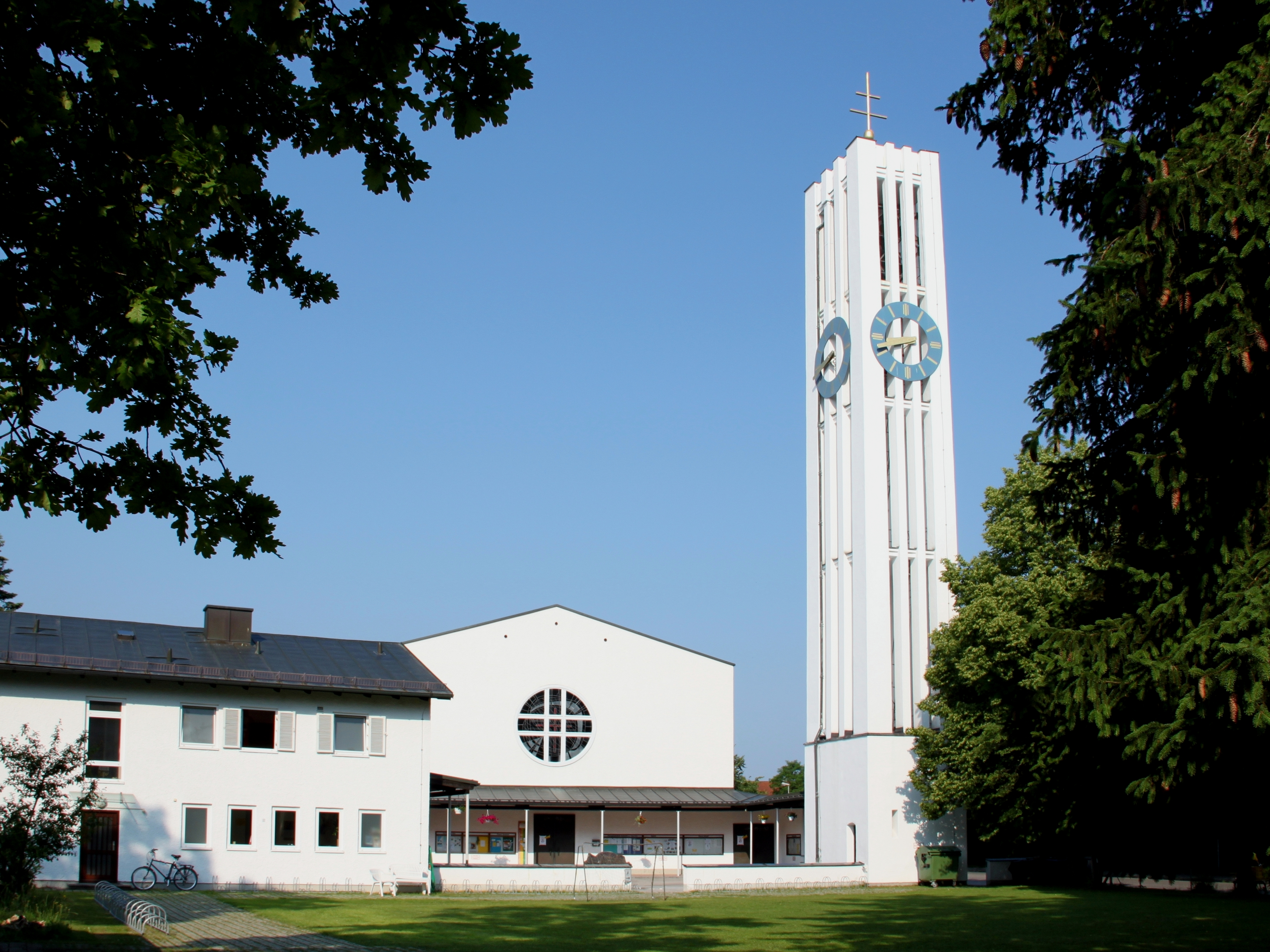

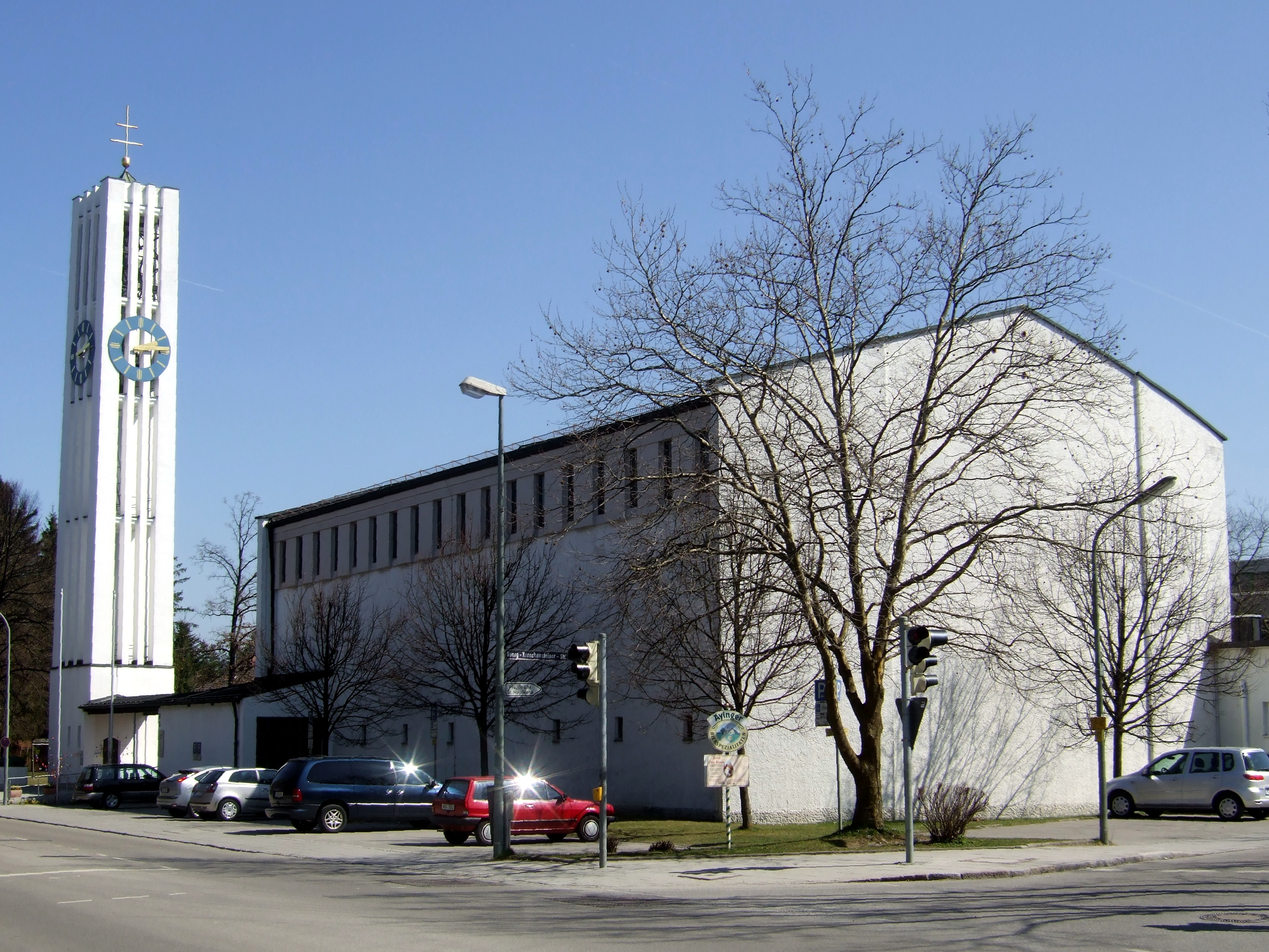

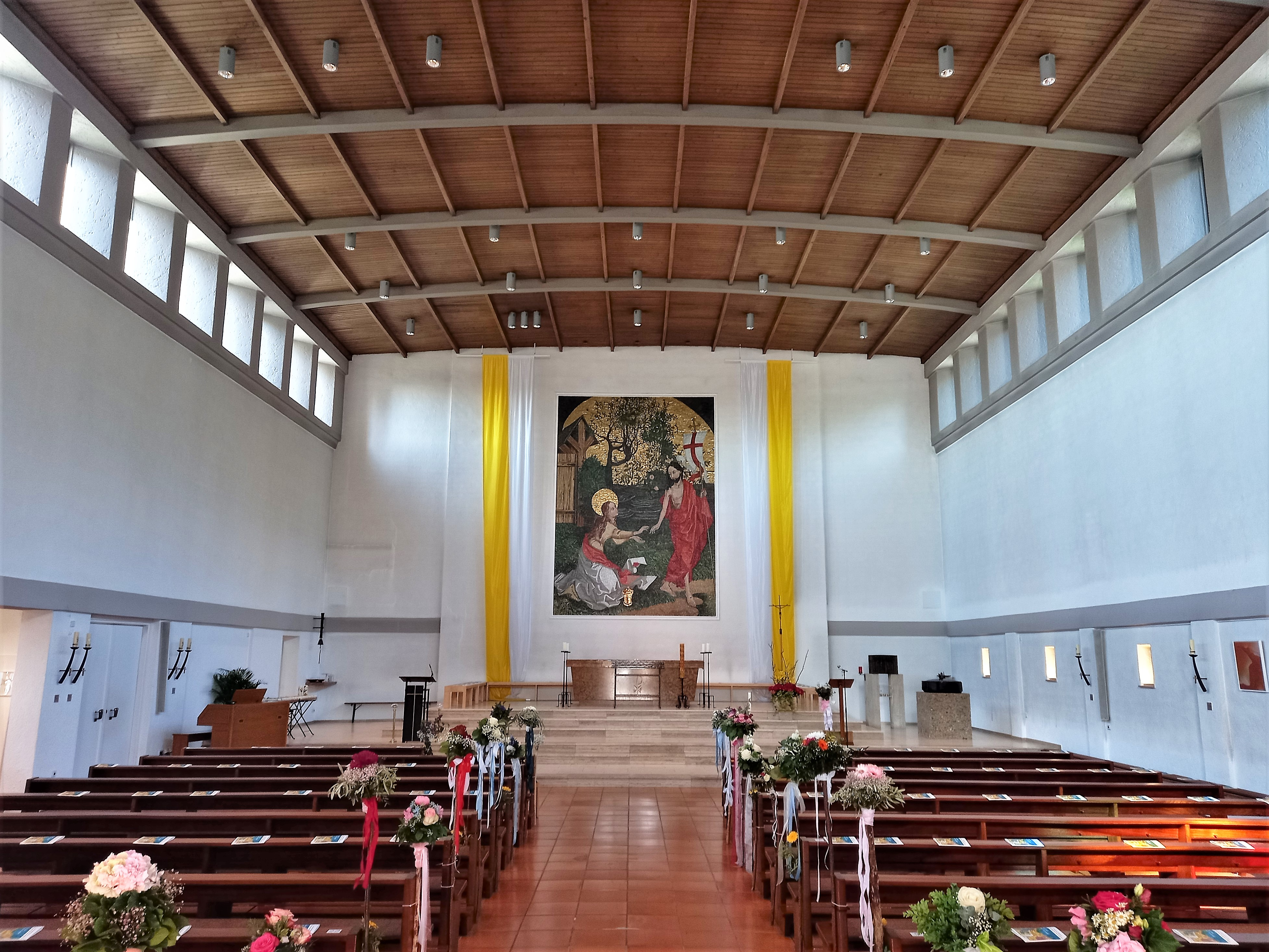
Innenraum

Die Kirche St. Magdalena eine römisch-katholische Pfarrkirche des Erzbistums München-Freising in Ottobrunn. Sie befindet sich im in der Nähe der S-Bahn-Station und trägt das Patrozinium der Heiligen Maria Magdalena.

## Geschichte
Mit der Ausdehnung der Gemeinde Ottobrunn nach Osten sowie dem massiven Bevölkerungsanstieg nach dem Zweiten Weltkrieg wurde die Einrichtung einer weiteren Pfarrstelle notwendig. Aus diesem Grund wurde die Kirchenstiftung St. Magdalena im Jahr 1958 gegründet und der Bau einer eigenen Pfarrkirche in unmittelbarer Nähe Gemeindegrenze zum Hohenbrunner Ortsteil Riemerling in Angriff genommen. Die Grundsteinlegung fand am 20. März 1960 statt und bereits am 27. November desselben Jahres fand die
Einweihung durch Joseph Kardinal Wendel statt. Als Patrozinium wähle man die Heilige Maria von Magdala.

## Baubeschreibung
Der schlichte quaderförmige Kirchenbau schließt mit einer geraden Chorwand ab und wird von einem leicht ansteigenden Satteldach bedeckt. Unterhalb der Dachkante sind zu beiden Seiten zahlreiche schlichte Fenster vorhanden. In der Rückwand der Empore ist sich zudem ein großes Rundfenster eingelassen. Auf der Südseite schließt sich ein niedriges Seitenschiff an. Vor dem Kirchengebäude befindet sich ein schlanker freistehender Glockenturm, dessen vertikale Achse durch senkrechte Lamellen zusätzlich betont wird. Im oberen Drittel befindet sich eine markante Turmuhr mit blauem Ziffernblatt sowie die Glockenstube. Der flach abschließende Turm wird von einem goldenen Doppelkreuz bekrönt.

## Orgel

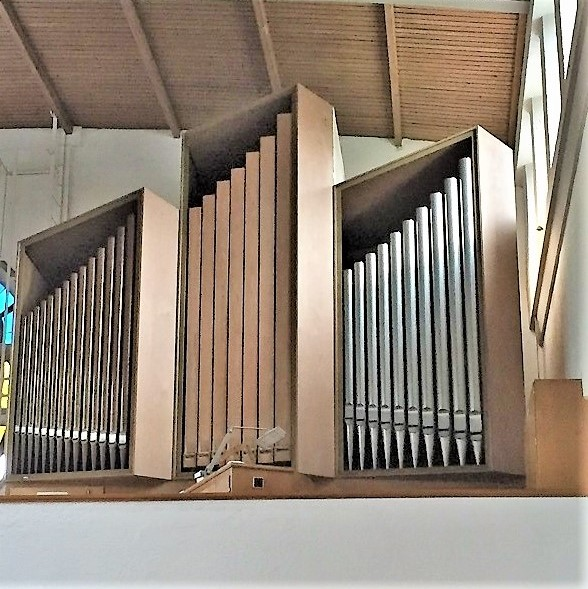
Schuster-Orgel

Die Orgel der Pfarrkirche befindet sich in einer Ecke der Empore und wurde von der Münchner Orgelbaufirma Carl Schuster & Sohn im Jahr 1962 erbaut. Das Instrument besitzt elektropneumatische Taschenladen sowie 24 Register auf zwei Manualen und Pedal. Das Instrument ist zudem via MIDI vom Spieltisch der elektronischen Orgel im Chorraum aus spielbar. Die Disposition ist wie folgt:
| I Hauptwerk C–g3 |              |       |
| 1.               | Stillgedackt | 16′   |
| 2.               | Prinzipal    | 8′    |
| 3.               | Rohrflöte    | 8′    |
| 4.               | Gemshorn     | 8′    |
| 5.               | Oktave       | 4′    |
| 6.               | Querflöte    | 4′    |
| 7.               | Nachthorn    | 2′    |
| 8.               | Mixtur       | 1 ⁄3′ |
| 9.               | Trompete     | 8′    |

| II Positiv C–g3 |                       |        |
| 10.             | Gedackt               | 8′     |
| 11.             | Weidenpfeife          | 8′     |
| 12.             | Italienisch Prinzipal | 4′     |
| 13.             | Spitzflöte            | 4′     |
| 14.             | Quinte                | 2 ⁄3′  |
| 15.             | Oktave                | 2′     |
| 16.             | Terz                  | 1 3⁄5′ |
| 17.             | Scharfzimbel          | 1′     |
| 18.             | Krummhorn             | 8′     |

| Pedal C–f1 |              |       |
| 19.        | Subbaß       | 16′   |
|            | Stillgedackt | 16′   |
| 20.        | Oktavbaß     | 8′    |
| 21.        | Pommer       | 8′    |
| 22.        | Choralflöte  | 4′    |
| 23.        | Rauschbaß    | 2 ⁄3′ |
| 24.        | Fagott       | 16′   |

- Koppeln: II/I, I/P, II/P
- Spielhilfen: 2 freie Kombinationen, Tutti, Automatisches Pianopedal, Crescendowalze, Handregister aus der Walze, Zungeneinzelabsteller

Anmerkung:
1. ↑  Transmission aus Nr. 1

## Glocken
Im Turm der Kirche befindet sich ein vierstimmiges Geläut mit folgenden Glocken.
| Nr. | Name                      | Gussjahr | Gießer, Gussort                   | Schlagton |
| 1   | St. Otto                  | 1960     | Rudolf Perner, Hacklberg (Passau) | b0        |
| 2   | St. Magdalena (Bußglocke) | 1961     | Rudolf Perner, Hacklberg (Passau) | f1        |
| 3   | St. Maria (Ave-Glocke)    | 1961     | Rudolf Perner, Hacklberg (Passau) | g1        |
| 4   | Seliger Mönch Gunther     | 1961     | Rudolf Perner, Hacklberg (Passau) | d2        |